# 3DA
3DA was een alliantie die in september 1995 werd gevormd tussen The Santa Cruz Operation (SCO) en Hewlett-Packard (HP). Het doel was om SCO's OpenServer-product, UnixWare (kort daarvoor door SCO overgenomen van Novell), en HP-UX van HP te verenigen. Het resulterende product zou vervolgens de de facto Unix-standaard worden voor zowel bestaande x86-systemen als de aankomende IA-64-processorarchitectuur van Intel.
In september 1996 kondigde SCO aan dat ze een "code-level preview" van het systeem zouden aanbieden met de codenaam Gemini.
In 1998 was de alliantie tot stilstand gekomen, wat de weg effende voor Project Monterey.